# جنرال الکتریک وای‌اف۱۲۰

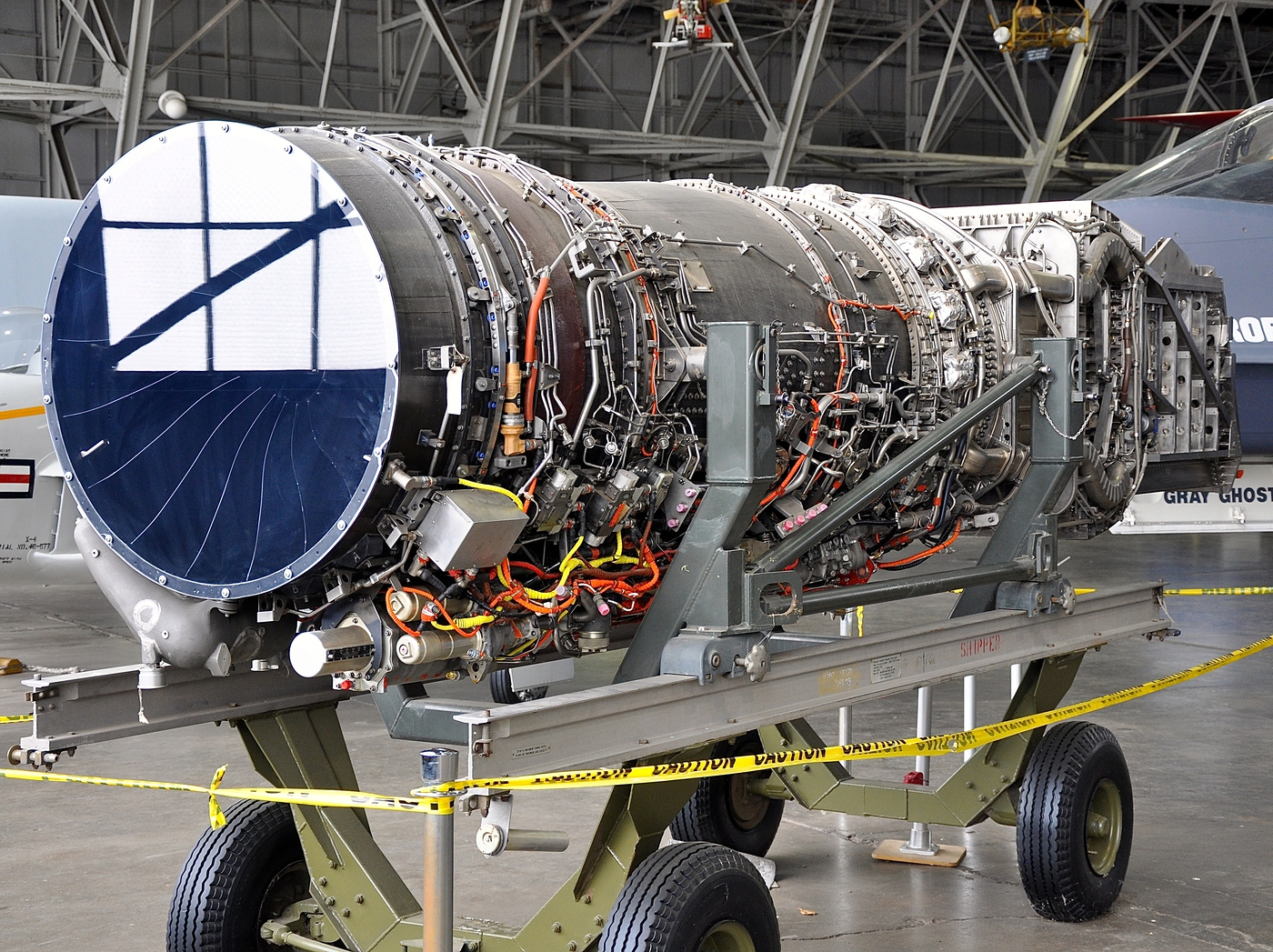
جنرال الکتریک وای‌اف۱۲۰

جنرال الکتریک وای‌اف۱۲۰ (به انگلیسی: General Electric YF120) یک موتور هواگرد ساختِ کارخانهٔ جی‌ئی اوییشن در کشور ایالات متحده آمریکا است.